# Theodorus van Tarsus
Theodorus (Tarsus (Cilicië), circa 602 - 19 september 690) was een Byzantijnse geestelijke. Hij was van 668 tot aan zijn dood de aartsbisschop van Canterbury. Hij was verantwoordelijk voor de organisatie en eenheid van de Engelse Kerk.
Theodorus studeerde als monnik in Constantinopel. Na zijn studies trok hij naar Rome. Daar werd hij in 667 door paus Vitalianus gekozen als de nieuwe aartsbisschop van Canterbury. Op 26 maart 668 werd hij door de paus gewijd en trok hij naar Engeland. Daar leed de Kerk nog steeds onder de gevolgen van het conflict rond de paasdatum. Daarnaast was er ook een erg gebrekkige organisatie. De grootte van de bisdommen, waarvan de grenzen samenliepen met die van de verschillende koninkrijken, was onpraktisch. Verscheidene bisschopszetels waren bovendien vacant. 
Theodorus bezocht de verschillende bisdommen en maakte er werk van om deze zaken recht te zetten. Hij zorgde er onder andere voor dat alle bisschopszetels werden bezet en regelde de kwestie in het bisdom York tussen Wilfrid en Chad. In vele kloosters liet hij ook, met behulp van Adrianus en Benedictus Biscop, seminaries stichten om het studeerwerk van de geestelijken te bevorderen. Volgens Beda was Theodorus de "de eerste aartsbisschop die alle Engelsen gehoorzaamden". In 673 riep hij de synode van Hertford bijeen, de eerste synode die betrekking had op heel de Engelse kerkprovincie.
Enige tijd later besliste hij om het grote bisdom van York in vier kleinere bisdommen op te delen. Hij benoemde ook drie nieuwe bisschoppen. Dit leidde tot een conflict met Wilfrid, de bisschop van York, die bij de paus bezwaren uitte tegen Theodorus' beslissingen. Volgens de paus had Wilfrid gelijk dat deze beslissingen willekeurig genomen waren en dat de benoeming van de drie bisschoppen ongeldig was. De opdeling van het bisdom ging echter wel door.
Hij stierf op 88-jarige leeftijd en werd begraven in het Sint-Augustinus-klooster te Canterbury. Zijn feestdag wordt gevierd op 19 september.